# Alseis eggersii
Alseis eggersii är en måreväxtart som beskrevs av Paul Carpenter Standley. Alseis eggersii ingår i släktet Alseis och familjen måreväxter. Inga underarter finns listade i Catalogue of Life.